# جريمة قتل ميجان كنكا
وقعت جريمة قتل ميجان كنكا (7 ديسمبر 1986 – 29 يوليو 1994) في بلدة هاميلتون تاونشيب بمقاطعة ميرسر بولاية نيوجيرسى بـالولايات المتحدة الأمريكية. فقد قام جس تيمندكواس جار الفتاة البالغة من العمر سبع سنوات باغتصابها وقتلها. وقد لاقت الحادثة اهتمامًا قوميًا وأدت إلى تبني قانون «ميجان» والذي طالب بإنفاذ القانون، حيث ينص على ضرورة الكشف عن تفاصيل خاصة بأماكن مرتكبي الجرائم الجنسية المسجلين.

## جس تيمندكواس
سبق وأن أدين جس تيمندكواس (المولود في 15 إبريل 1961) في حادثتي اعتداء جنسي على فتيات صغيرات. وفي عام 1979، أقر بأنه مذنب لمحاولته الاعتداء الجنسي بالقوة على فتاة تبلغ من العمر خمس سنوات ببلدة بيسكاتاواي تاونشيب بولاية نيوجيرسى. وقد حكم عليه مع إيقاف التنفيذ وعندما فشل في الذهاب إلى معالج نفسي تم إرساله إلى مركز إصلاح البالغين بولاية ميدلسكس (المركز الإصلاحي) لمدة تسعة أشهر. ثم في عام 1981، أدين تمندكواس باعتداؤه على فتاة تبلغ من العمر سبع سنوات وتم سجنه نحو ستة سنوات في مركز الكشف وعلاج البالغين وذلك في مدينة أفانيل بنيو جيرسى.
ذكرت التقارير أن مشاركة تمندكواس في البرنامج العلاجي بالمركز الإصلاحي كانت لا تكاد تذكر وقد وصفه أحد المعالجين النفسيين الذي كان يعالجه بالمركز بأنه «متذمر» وأنه كان يقضى معظم وقته في النوم بينما أرجحت معالجة أخرى بأن تيمندكواس سيقوم بجريمة جنسية أخرى (إلا أنها لا تعتقد أنه سيقوم بجريمة قتل).

## جريمة القتل والمحاكمة
استدرج تيمندكواس كنكا إلى منزله واغتصبها ثم قتلها وذلك بخنقها بوساطة حزام. وبعد ذلك وضع جثتها في متنزه قريب بمقاطعة ميرسر. وفي اليوم التالي اعترف للمحققين وأرشد البوليس إلى مكانها.
شملت الأدلة بقع دماء وشعر وعينات أنسجة بالإضافة إلى أثار عضة على يد تيمندكواس تتطابق مع أسنان كنكا. وقد أسهمت كل هذه الأدلة في الحكم عليه بأنه مذنب بتهمة الـاختطاف والاعتداء الجنسي الشديد من الدرجة الرابعة وجناية القتل من الدرجة الثانية – أي جرائم معينة تتسبب في الوفاة. وقد حكمت المحكمة على تيمندكواس بالإعدام وعلقت محكمة نيوجيرسى العليا الحكم لحين الفصل في الطعن.  
أوضح ديك زيمر أحد أعضاء الكونغرس الأمريكي قائلا: «أعتقد أنه يمثل تمامًا نوع المفترس الذي قصده المشرع عندما أقر عقوبة الإعدام.»
ظل تيمندكواس على قائمة الإعدام حتى 17 ديسمبر 2007 عندما قام المشرع في نيوجيرسى بإلغاء عقوبة الإعدام من الولاية. وعليه فإنه بعد حظر الإعدام حكم على تيمندكواس بـالسجن المؤبد مدى الحياة دون إمكانية الحصول على إفراج مشروط.

## قانون ميجان
أصدرت جمعية نيو جيرسى العامة بعد مرور شهر على واقعة القتل مجموعة من مشاريع القوانين الهامة والتي اقترحها بول كرومر عضو الجمعية والذي يستوجب درج متركبي الجرائم الجنسية في سجلات الولاية وإخطار المجتمع حال قيام أحد مرتكبي الجرائم الجنسية المسجلين بالانتقال إلى مسكن في الجوار وكذا الحكم بالسجن مدى الحياة على مرتكبي الجرائم الجنسية أكثر من مرة. كما عبر كرومر عن شكه في الجدال حول مشروع القانون قائلاً أنه «كان من الممكن أن تكون ميجان كنكا على قيد الحياة الآن إذا كان مشروع القانون المقترح قد فعل.»

## المؤسسة
تعد مؤسسة ميجان نيكول كنكا مؤسسة خيرية غير هادفة للربح أسستها أسرة ميجان كنكا بنية منع الجرائم ضد الأطفال.